# Winnie de Poeh: Winterwarmte
Winterwarmte (Engels: Seasons of Giving) is een speciale uitgave van Winnie de Poeh. 

## Verhaal
De film begint met Teigetje die wil gaan skiën. Knorretje en Poeh attenderen hem erop dat er geen sneeuw ligt, waarop ze besluiten aan Konijn te vragen welke dag het eigenlijk is. Als ze binnenkomen, waaien de blaadjes van de scheurkalender. De figuren denken nu dat het marmottendag is. Om dat te controleren, moet Knorretje zich voordoen als marmot. Per ongeluk zegt hij hierbij dat de winter voorbij is, maar als de personages zich op de lente hebben voorbereid, ligt het bos ineens vol sneeuw. Konijn neemt Knorretje de maat, waarop deze weggaat. Als Konijn later beseft dat de kalender een foute datum aangaf, gaan de karakters op zoek naar Knorretje om hem excuses aan te bieden en de voorbereidingen voor Thanksgiving te beginnen. 
Konijn wil van het diner een typisch traditioneel feest maken. Er gaat echter van alles mis. Teigetje en Iejoor verliezen alle bessen die ze verzamelen, waarna Poeh en Knorretje hen voor kalkoen aanzien en ze vangen. Gravers pompoentaart wordt geplet en al het servies gaat stuk. Teleurgesteld wil Konijn het feest afblazen, maar zijn vrienden bereiden alsnog op hun eigen wijze het feest voor, waardoor Konijn leert dat de traditionele gerechten niet het belangrijkst zijn. 
In het laatste segment vinden de personages het kleine vogeltje Kessie. Konijn ontfermt zich als vader over het beestje en is verdrietig als ze hem verlaat. Tegen de kerst komt Kessie echter terug, met een ster voor op de kerstboom. Hierna eindigt de film. 

## Nederlandse stemmen
| Acteur         | Personage             |
| -------------- | --------------------- |
| Winnie de Poeh | Kick Stokhuyzen       |
| Teigetje       | Kees van Lier         |
| Knorretje      | John de Winter        |
| Konijn         | Hein Boele            |
| Uil            | Jérôme Reehuis        |
| Graver         | Reinder van der Naalt |

## Home media
De special is zowel op video als dvd verschenen. 